# محمود أبو العباس
محمود أبو العباس الربيعي ولد في 27 أيار/مايو 1956 في مدينة البصرة في منطقة العشار هو ممثل ومخرج وأكاديمي عراقي وكاتب مسرحي، شارك في العديد من الأعمال الفنية في السينما والمسرح والتلفزيون كتب ومثل وأخرج أكثر من ثلاثين عملا مسرحيا، كما قدم العديد من الأعمال والمسلسلات التلفزيونية كما وكتب دراسات نقدية ومقالات وأبحاث وشارك في العديد من المهرجانات المسرحية العربية والدولية ونال جوائز تقديرية عديدة كأفضل ممثل عراقي يرأس محمود أبو العباس مهرجان البصرة السينمائي الدولي كان مقيم منذ سنوات في الإمارات العربية المتحدة ساهم في تربية جيل مسرحي في الإمارات كرم الفنان محمود أبو العباس من قبل حاكم إمارة الشارقة الشيخ سلطان بن محمد القاسمي في عام 2017 كأفضل فنان عربي متميز وقد عاد إلى العراق في عام 2017

## سيرته وحياته

### طفولته وبدايته في التمثيل
ولد محمود أبو العباس في أحد الأحياء الشعبية البصرية ولد وترعرع بين ازقتها حيث بدأ التمثيل باكراً في الثانية عشرة من عمره وحيث كان طفلاً صغيراً يتيم الام توفيت والدته وهو بعمر سبعة سنوات وعاش ببيئة كثيرة القسوة والالم انطلقت بدايته الفنية من منطقة التميمية بمدينة البصرة حيث أنهى دراسته الابتدائية والثانوية في البصرة، انتقل إلى ديالى مع عائلته، وهناك واصل اهتمامه المسرحي مع الفنان الرائد سالم الزيدي في المسرح المدرسي لكن هوسه بالتمثيل حدى به للانتقال إلى العاصمة بغداد والالتحاق بكلية الفنون الجميلة قسم المسرح، صقل موهبته بالدراسة الأكاديمية في عام 1982 أكمل الدراسات العليا وحصل على شهادة الماجستير في الإخراج المسرحي وتم تعينه في دائرة السينما والمسرح ليعمل مع الفرقة القومية للتمثيل، كما عمل مدرسا لمادتي التمثيل والإخراج في كلية الفنون الجميلة بجامعة بغداد، إلى جانب عمله بقسم الدراما في التلفزيون العراقي له تجربة رائدة بعنوان مسرح المضيف وفي هذا المسرح قدّم أبو العباس عروضاً أشبه بالحكايات البسيطة، للأوساط الشعبية غير المتعلمة كما قدمها أيضاً في الأسواق وفي الساحات العامة والمقاهي.اضطر للسفر نتيجة الضغوطات التي تعرض لها عام 1997 بسبب نص مسرحية «يا طيور» حيث استقر في الاردن لسنوات وله من الأعمال المسرحية التي قدمها هناك ونالت الإعجاب وحقق العديد من الجوائز فيها وحط الرحال في إمارة الشارقة للعمل في المجال المسرحي والفني.

### عائلة محمود أبو العباس
توفيت والدة محمود أبو العباس حين كان عمره سبع سنوات فنشأَ يتيم الأم، وكان ترتيبه الرابع في العائلة كان والده يعمل بحار يتنقل ما بين دجلة والفرات وكان يقص له الحكايات التي أصبحت تلهمه في ما بعد الفنان محمود أبو العباس له ابن اسمه حيدر، امتاز أيضا بموهبة في التمثيل منذ الصغر ومثّل في مسرح الشباب في الإمارات وشارك في العديد من المسلسلات مثل مسلسل أحلام السنين مع والده قدم البرنامج التلفزيوني «بين أهلنا» في العراق يزور من خلاله المحافظات العراقية عرض على شاشة إم بي سي العراق في شهر رمضان

### سفره إلى الإمارات وعودته إلى العراق
سافر الفنان محمود أبو العباس في عام 1997 من العراق ثم الأردن ثم إلى الإمارات وقد سكن في إمارة الشارقة وبدأ العمل في المجال الفني والمسرحي والدرامي وقد حقق إنجازات عديدة في التمثيل والإخراج والكتابة وأثناء اغترابه فقد اشتغل مع العديد من الفرق المسرحية العربية فقد أسس وشارك في المساهمة في عدة مهرجانات مسرحية وفنية كان على رأسها مهرجان المونودراما الدولي ومسرح الطفل في الإمارات، وعمل مع 13 فرقة مسرحية في الامارات كان ممثلا لدولة الإمارات في المهرجانات العالمية وانيطت به مسؤلية منصب سكرتير تحرير «مجلة كواليس» المسرحية التي تعنى بالمسرح وتصدر عن جمعية المسرحيين في الإمارات أمضى عشرين عاما في الإمارات، وأشرف على الكثير من الأعمال المسرحية التي عرضت في الإمارات، وفي بلدان المغرب وتونس وإيطاليا عمل مديراً فنياً لمسرح دبا الفجيرة بالإمارات ومديرا فنيا في مسرح العين في ابو ظبي. عاد محمود إلى العراق عام 2017 بعد عودته إلى مدينته البصرة ذات التاريخ الفني العريق وعمل على تأسيس فرقته المسرحية وقد حاول فيها احتضان الطاقات الشبابية.

### مشاركاته في المهرجانات
شارك الفنان محمود أبو العباس في اغلب المهرجانات الدولية والعربية والمحلية للمسرح والسينما ومنها مهرجان قرطاج المسرحي في تونس ومهرجان السينما العربية في باريس ومهرجان القاهرة الدولي ومهرجانات متنوعة في الأردن ابرزها مهرجان فيلادلفيا للمسرح الجامعي وفي مهرجان أيام عمان المسرحية وفي مهرجان المسرح الأردني و مهرجان البحر المتوسط في ايطاليا والسودان ومهرجان الطلائع بسوريا ومهرجان الجنادرية في المملكة العربية السعودية ومهرجان الدوحة المسرحي في قطر ومهرجان المسرح الجامعي في جامعة السلطان قابوس في سلطنة عمان وأيام الشارقة المسرحية في الإمارات ومهرجان مسرح الطفل الدولي في المغرب و في مهرجان الرباط المسرحي ومهرجان المسرح العربي في تونس والمهرجان الدولي لمسرح الطفل أيضا في تونس مهرجان المسرح العربي الذي تقيمه الهيئة العربية للمسرح بالقاهرة وترأس لجان التحكيم في بعض المهرجانات المسرحية العربية والدولية وأسس فرقة إبراهيم جلال المسرحية في بغداد وفرقة محمود أبو العباس في البصرة
1. رئيس لجنة التحكيم ـ مهرجان فيلادلفيا للمسرح العربي في الأردن عام 2006[26][27]
2. مدير مهرجان مراكز أطفال الشارقة الدورة الأولى ومشرف عام النشاط المسرحي في عام 2011[28]
3. عضو لجنة التحكيم في مهرجان دبي لمسرح الشباب عام 2008[29]
4. عضو لجنة تحكيم مهرجان المسرح العربي جمعية هواة المسرح المصرية في القاهرة عام 2011[30]
5. عضو في لجنة تحكيم مهرجان العراق الوطني للمسرح في بغداد[31]

## أساتذته
من اساتذة الفنان محمود أبو العباس الكبار والذين تاثر بهم أو درس الفن عندهم نخبة واسعة من الفنانين منهم الفنان والمخرج جعفر السعدي والفنان المسرحي عوني كرومي والدكتور سامي عبد الحميد والفنان الرائد بدري حسون فريد والفنان إبراهيم جلال والمخرج المسرحي أسعد عبد الرزاق والفنان حامد خضر والفنان الرائد طعمة التميمي والفنان سامي السراج

## أعماله

### مؤلفاته
للفنان محمود أبو العباس في ميدان التأليف كتب ومقالات وبحوث ونصوص مسرحية عديدة في مجال الفن والمسرح

#### كتب
1. كتاب بوابات المسرح[33]
2. المسرح في جزر القمر[34]
3. كتاب المونودراما.. مسرحية الممثل الواحد[35]
4. كتاب طقوس سحرية الواقع في المسرح الإماراتي[36]
5. كتاب إشراقات البروفة المسرحية وإشكالياتها[37]
6. كتاب الدهليز ومسرحيات أخرى[38]
7. كتاب طقوس الأبيض.. ومسرحيات أخرى[39]
8. كتاب مسرحيات للطفولة: نصوص مسرحية[40]
9. كتاب المونودراما[41]
10. عكاظ الصغير: مسرحيات للطفولة[42]
11. كتاب قطرة مطر: مسرحية للأطفال[43]
12. نور والفراشات ومسرحيات للطفل[44]

#### المسرحيات
1. كتب مسرحيته الأولى في انتظار باص المصلحة التي تشابهت احداثها بشكل عفوي مع مسرحية (في انتظار غودو) لبيكيت عرضت في البصرة عام 1972[45]
2. العمود البائد في السبعينات عرضت في البصرة
3. البير في السبعينات عرضت في البصرة
4. رماد تحت الأسهم في السبعينات عرضت في البصرة
5. حكاية السلاطين عام 1975
6. مسرحية العارضة عام 1999 أخراج فيصل علي[46]
7. شاهدة على قبر مفتوح عام 2000 أخراج محمد الرفاعي عرضت في الأردن
8. الساحل وجني المصباح 2001 أخراج خليفة التخلوفة ومحمود أبو العباس عرضت في الامارات والاردن[47][48]
9. ميراث القطط عام 2003 عرضت في الامارات
10. الرجل والفنار عام 2004 أخراج عبد الله المناعي عرضت في الامارات
11. النخلة والثعلب 2004 أخراج محمود أبو العباس عرضت في الإمارات[49]
12. أحفروا بئرا عام 2006 أخراج عبد الله زيد[50]
13. كتاب مستعمل عام 2008 عرضت في المغرب[19]
14. لا هواء عام 2009 أخراج إبراهيم سالم عرضت في الامارات[51]
15. الظل الكبير 2012 أخراج محمود أبو العباس عرضت في تونس
16. طيور تحلق عاليا (استعراضية) أخراج محمود أبو العباس واداء دريد لحام في الامارات
17. مساء الورد عام 2013 أخراج محمود أبو العباس عرضت في دبي[52]
18. الصندوق عام 2013 أخراج محمود أبو العباس في الشارقة
19. سواحل عام 2015 أخراج محمود أبو العباس عرضت في سلطنة عمان وتونس والامارات[18]
20. نور والبئر المسحور عام 2015 أخراج إبراهيم نيروز عرضت في الكويت
21. بقعة زيت عام 2015 أخراج عبد الرحمن التميمي عرضت في العراق ودول أخرى
22. الرحلة عن رواية مدن الملح لعبد الرحمن منيف عرضت في العراق[53]
23. حافة الاقتراب عام 2016 أخراج محمود أبو العباس عرضت في مدينة أم القيوين[54]
24. مأساة محرك الدمى عام 2016 أخراج محمود أبو العباس وعرضت في سلطنة عمان[55]

### في التمثيل

#### المسلسلات
1. الهاجس 1984 أخراج صلاح كرم
2. ناس من طرفنا 1985 أخراج رجاء كاظم
3. وامعتصماه 1986
4. عنفوان الأشياء 1987 أخراج حسن حسني
5. أغصان وجذور 1988 إخراج عبد الهادي مبارك
6. الأماني الضالة 1989 أخراج حسن حسني
7. مشكلات فنجان 1990 أخراج علي الأنصاري
8. ذئاب الليل ج2 1992 أخراج حسن حسني
9. الجرح 1993 أخراج عماد عبد الهادي
10. دموع السهارى 1995 أخراج حمدية عبد الكريم
11. أرجوحة النار 1995 أخراج جمال عبد جاسم
12. شيء من الحب والكبرياء 1995 أخراج حسين التكريتي
13. رجال الظل 1996 أخراج صلاح كرم
14. حكاية المدن الثلاثة 1997 أخراج محمد شكري جميل
15. البرج والثعبان 1997 أخراج نبيل يوسف
16. حلبة القانون 1997 أخراج جمال عبد جاسم
17. البرج والثعبان 1997 أخراج نبيل يوسف
18. رمال تحرق الأقدام 1997 أخراج هادي حسن عمران
19. عشاق 1998 أخراج علي أبو سيف
20. اللاهثون 1998 أخراجعادل طاهر
21. الوحاش 2000 أخراج أحمد هاتف
22. الأصمعي 2003 أخراج علي الأنصاري
23. سارة خاتون 2006 أخراج صلاح كرم
24. بنت النور (اردني) 2007 أخراج سامر برقاوي
25. الباشا 2008 أخراج فارس طعمة التميمي
26. عندما تسرق الأحلام 2008 أخراج صلاح كرم
27. ريح الشمال (كويتي) 2008 أخراج مصطفى رشيد
28. هديل الليل (إماراتي) 2009 أخراج مصطفى رشيد
29. ما أصعب الكلام (اماراتي) 2010 أخراج ياسر الياسري
30. الفندق 2019 أخراج حسن حسني
31. يسكن قلبي 2019 أخراج اكرم كامل
32. أحلام السنين 2020 أخراج علي أبو سيف
33. طيور فوق أشرعة الجحيم أخراج فهد ميري[56][57]

#### المسرحيات
1. أوديب الذي قتل الوحش 1965 أخراج محمد وهيب[58]
2. إيفيجينيا في أوليس
3. سيدتي الجميلة
4. دائرة الفحم البغدادية 1976 أخراج إبراهيم جلال
5. مقامات ابي الورد1977 أخراج إبراهيم جلال
6. نديمكم هذا المساء 1984 أخراج محسن العزاوي
7. بين المالك والمملوك ضاع التارك والمتروك 1985 أخراج قاسم محمد
8. مقامات أبو سمرة 1985 أخراج محسن العلي
9. الباب 1987 أخراج قاسم محمد
10. الناس اجناس 1987 أخراج مقداد مسلم
11. رحلة بهلول في خان كمر 1987 أخراج عصام سمير
12. الشاهد والقضية 1988 أخراج محسن العزاوي
13. الأشواك 1989 أخراج منتهى محمد رحيم
14. دزدمونة 1989 أخراج إبراهيم جلال
15. ثورة الموتى 1990 أخراج محسن العزاوي
16. الشيخ والغانية 1991 أخراج إبراهيم جلال
17. العودة 1991 أخراج سعيد الرشيدي
18. ياطيور 1997 أخراج عواطف نعيم
19. ام الخوش 1998 أخراج محمود أبو العباس
20. خمسة اصوات 1998 أخراج محمود أبو العباس
21. الليلة الثانية بعد الألف 2000 أخراج محسن العلي
22. السددادة 2005 أخراج محمود أبو العباس
23. شمشون الجبار 2009 أخراجاحمد عبد الحليم
24. شمشون الجبار عام 2009 أخراج أحمد عبد الحليم عرضت في الامارات
25. ذاكرة الوجع والمسرة 2010 أخراج فيصل جواد
26. غصة عبور (إماراتية) 2017 أخراج محمد العامري
27. الجنة تفتح ابوابها متأخرة 2020 أخراج محسن العلي
28. قارب في غابة أخراج عزيز خيون
29. يونس السبعاوي أخراج محسن العلي
30. الرهن أخراج سامي عبد الحميد
31. تالي الليل أخراج محسن العلي
32. السوق أخراج محسن العلي
33. أطراف المدينةأخراج محسن العلي
34. مسرحية الرأس أخراج محسن العلي[32][59]

#### الافلام
1. الأيام الطويلة 1980 أخراج توفيق صالح
2. الفارس والجبل 1987 أخراج محمد شكري جميل
3. المنفذون 1987 أخراج عبد الهادي الراوي
4. حب في بغداد 1987 أخراج عبد الهادي الراوي
5. عمارة 13 1987 أخراج صاحب حداد
6. البيت 1988 أخراج عبد الهادي الراوي
7. ستة على ستة 1988 أخراج خيرية المنصور
8. فيلم عرس عراقي 1988 أخراج محمد شكري جميل[60]
9. سحابة صيف 1989 أخراج صبيح عبد الكريم
10. السيد المدير 1990 أخراج عبد الهادي الراوي
11. صمت الراعي 2013 أخراج رعد مشتت[61]
12. كلشي ماكو 2021 أخراج ميسون الباجه جي عرض في مهرجان سراييفو السينمائي في البوسنة والهرسك[62][63]

### تمثيليات وسهرات تلفزيونية
1. البلابل 1984 أخراج حسن الجنابي
2. متوالية الحب أخراج عواطف بلابل
3. التحدي أخراج جمال عبد جاسم
4. وردة الغريبة (بدوي) أخراج هاشم عبيد[64]

### في إلإخراج
إخرج بعض المسلسلات والمسرحيات والأوبريتات منها
1. مسلسل قوم عنتر 1974 تأليف إسماعيل عبد الله[65]
2. ريم والأمير الصغير 1994 تأليف طلال حسن[66]
3. مسرحية القزم وبنت الطحان 1996 تأليف الأخوان غريم
4. مسرحية شراع السموم 1999 تأليف محمد سعيد الظنحاني[67]
5. مسرحية خمسة اصوات 1998 تأليف غائب طعمة فرمان[68]
6. اسرتي عالمي الكبير مسرحية غنائية عام 2000 تأليف: صالحة عبيد غابش غناء حسين الجسمي
7. مسرحية يا ليل ما أطولك 2001 تأليف محمد سعيد الظنحاني
8. مسرحية الحفار عام 2002 تأليف محمد سعيد الضنحاني[69]
9. مسرحية السدادة عام 2005 تأليف صالح كرامة عرضت في ابو ظبي والشارقة[70]
10. أوبريت هويتنا والعولمة عام 2005 تأليف الشاعرة صالحة غابش وسيناريو عرض في الإسكندرية في مصر وفي [[الامارات[71]
11. أوبريت «افتح يا...» عام 2006 تأليف صالحة غابش عرض في الامارات[72]
12. مسرحية ليلة مقتل العنكبوت عام 2009 تأليف إسماعيل عبد الله عرضت في الشارقة[73]

1. مسرحية ذاكرة الوجع والمسرة عام 2009 تأليف فيصل جواد عرضت في الفجيرة
2. مسرحية طقوس الأبيض عام 2015 تأليف محمد العامري عرضت في الإمارات والمغرب

1. مسرحية سولارا تأليف محمد الفيتوري[74]
2. مسرحية الديك الفصيح تأليف ماسم محمد[75]

### شارك في تأسيس
1. مهرجان الفجيرة الدولي للمونودراما
2. مهرجان دبي لمسرح الشباب
3. مهرجان الإمارات لمسرح الطفل
4. المهرجان الوطني لمسرح الطفل تحت 13 عام[76][77]

## الجوائز والتكريمات
حصل على العديد من الجوائز والتكريمات الفنية منها
1. الحصول جائزة أفضل ممثل مسرحي في العراق للأعوام 1982 و1985 و1986 و1990 و1996[78][79]
2. أفضل فنان عربي متميز بمهرجان أيام الشارقة المسرحية عام 2001، 2006، 2007، 2011[4][80][81][82]
3. أفضل مخرج عراقي عام 1988[83]
4. جائزة التانيت الذهبي لمهرجان قرطاج الدولي عام 2001[84]
5. جائزة الجهد المسرحي المتميز من جمعية المسرحيين الإماراتية عام 2005
6. جائزة لجنة التحكيم الخاصة عن مسرحية كتاب مستعمل في مهرجان الإمارات لمسرح الطفل عام 2009[85]
7. الجائزة الذهبية في مهرجان الإعلام العربي بالقاهرة عن الفيلم والبرنامج الحواري صاعد النخل من إنتاج قناة الشرقية عام 2009[86][87][88]
8. الجائزة الثالثة للتاليف في المسابقة العربية للهيئة العربية للمسرح عام 2009[89]
9. جائزة أفضل تأليف في مهرجان الإمارات لمسرح الطفل عام 2010[90]
10. جائزة لجنة التحكيم الخاصة لمهرجان فاس الدولي السادس للمسرح الجامعي العربي في المغرب عام 2011[91]
11. جائزة أفضل ممثل في مهرجان دكا السينمائي الدولي عن دور الأب بفيلم (صمت الراعي) عام 2013 وحاز فيه أيضا على أفضل ممثل بمهرجانات عالمية في الهند وسلطنة عمان وتونس[92]
12. تم تكريمه في مهرجان الأقصر الدولي للفنون التلقائية عام 2014 من ضمن 15 مبدعا عربيا[93]
13. قلادة مصطفى جمال الدين للإبداع عام 2018[79]

1. درع الجواهري الاتحاد العام للأدباء والكتاب في العراق عام 2019[94]
2. درع كلية الإعلام جامعة بغداد عام 2019[95]
3. جائزة الهلال الذهبي كأفضل ممثل عراقي عام 2020[96]
4. حمل المهرجان السنوي السينما والتلفزيون الثامن عشر في البصرة اسم الفنان محمود أبو العباس 2021[97][98][99]

## رسالة ماجستير عن محمود أبو العباس
حملت إحدى رسائل الماجستير في جامعة البصرة كلية الفنون الجميلة قسم الفنون المسرحية عنوان (التقنيات الادائية للممثل في العرض المسرحي العراقي محمود أبو العباس انموذجا) حيث تناول الفصل الأول الإطار المنهجي حيث ركز الباحث على القيم الجمالية والفنية والتكنيكية لمجمل أعمال الفنان (محمود أبو العباس) المسرحية وبين الفصل الثاني التقنيات الأدائية للممثل واشتغالاتها في العرض المسرحي إضافة إلى اتقانه الاداء التمثيلي في الرؤى الإخراجية

### روابط خارجية
- محمود أبو العباس على موقع قاعدة بيانات الأفلام العربية

محمود أبو العباس على قاعدة بيانات الأفلام على الإنترنت